# Avella superciliosa
Avella superciliosa är en spindelart som beskrevs av Tord Tamerlan Teodor Thorell 1881. Avella superciliosa ingår i släktet Avella och familjen Deinopidae.
Artens utbredningsområde är Queensland. Inga underarter finns listade.